# Hautes Chaumes du Forez
Pour les articles homonymes, voir Chaume.

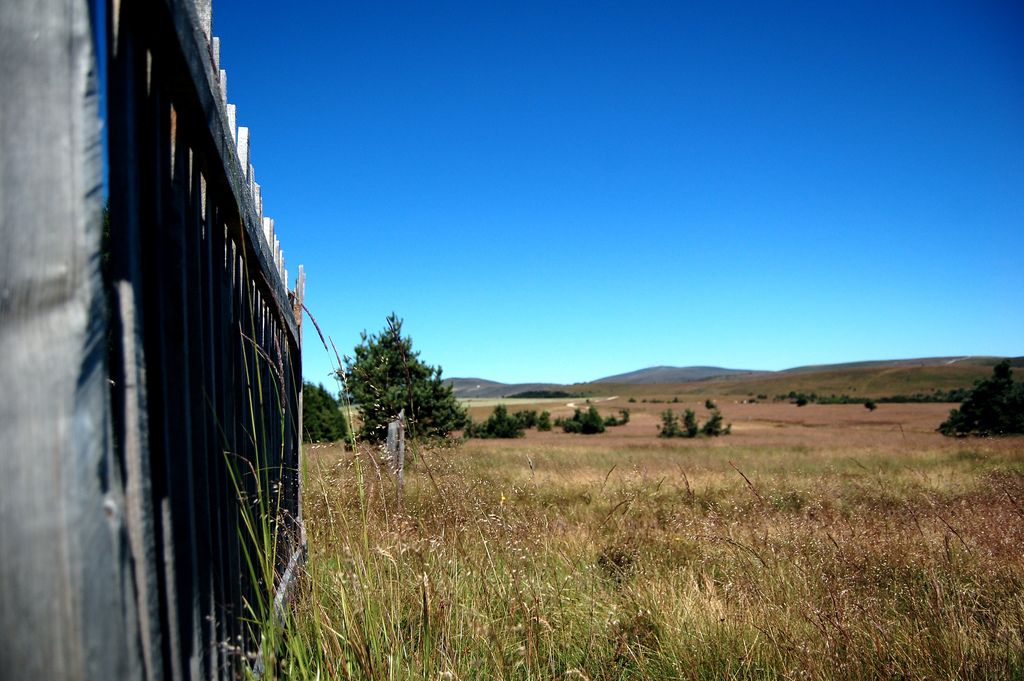
Lande d'altitude.

Les Hautes Chaumes (de la racine pré-celtique calma, « espace dénudé ») constituent un site naturel du réseau Natura 2000, formé de vastes plateaux d'altitude vallonnés qui s'étendent sur 8 000 ha (80 km2) au-delà de 1 400 m d'altitude, sur la partie sommitale des monts du Forez (Massif central).
Cet étage de type subalpin est composé de landes parsemées de tourbières d'une riche diversité floristique. Certains endroits herbacés sont entretenus par une activité pastorale, permettant le mélange de graminées.

## Histoire
Boisées à l'origine, elles ont été façonnées par des traditions pastorales datant de l'époque romaine. On y trouve un important réseau hydraulique (encore actif au 21e siècle). Au Moyen Âge, l'estive s'organise avec la construction de jasseries permettant l'hébergement des hommes et des bêtes pendant l'été,.
Chaque année, en mai, les familles avec les troupeaux quittaient les vallées et gagnaient les estives jusqu'aux premières neiges. Les tâches familiales étaient bien réparties, les hommes s'occupaient des foins et des moissons dans la vallée, la surveillance, la traite des vaches ferrandaises et la fabrication de fourme de Montbrison ou fourme d'Ambert était quant à elles à la charge des femmes et des enfants dans les jasseries.
À partir des années 1960, avec la révolution agricole, la transhumance perdit de son attrait, les jasseries furent petit à petit abandonnées et les pelouses menacées par le reboisement.

## Jasserie
Les jasseries sont construites sur un même plan architectural. Ce sont de petites habitations en pierre de taille, soit au toit de chaume couvert de seigle ou de genêt consolidé par du fil de fer quadrillé, soit au toit de tuiles rouges. Au rez-de-chaussée se trouvait l'étable, l'unique pièce d'habitation et la cave où étaient affinées les fourmes. Au-dessus se trouvait le lieu où l'on serrait le fourrage : la fenière. Très souvent la construction de ce type de bâtiment se faisait en aval d'une source, de façon à mettre en œuvre un système ingénieux. La source était canalisée et divisée en deux : une partie de l'eau traversait l'étable afin d'évacuer le purin des bêtes, l'autre partie s'écoulait dans la cave, afin de créer une hygrométrie suffisante pour l'affinage des fromages.

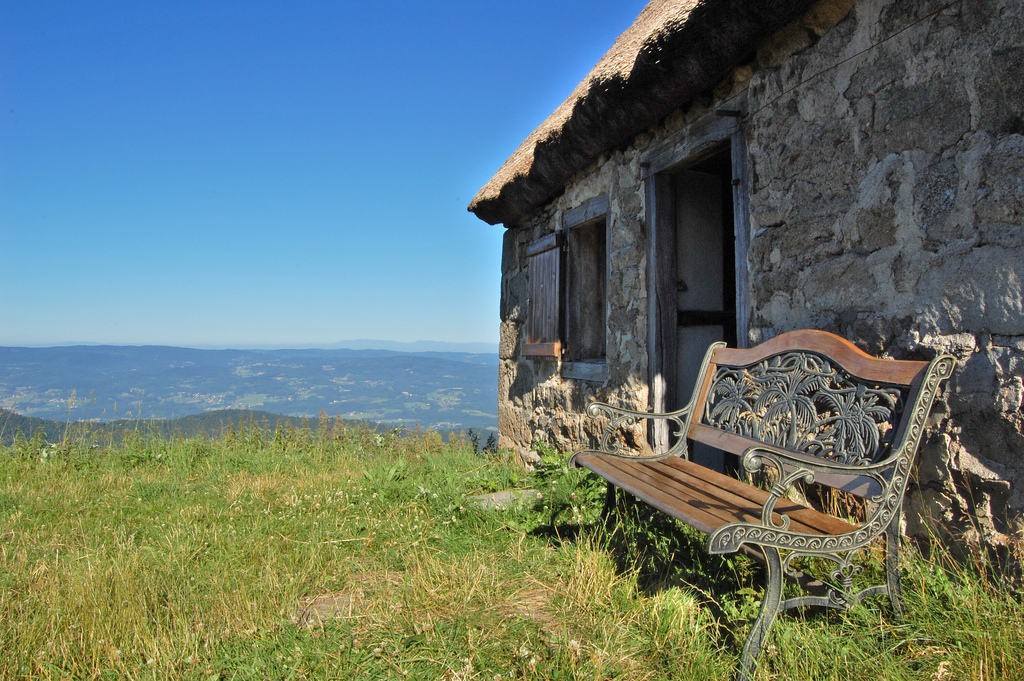
Jasserie.
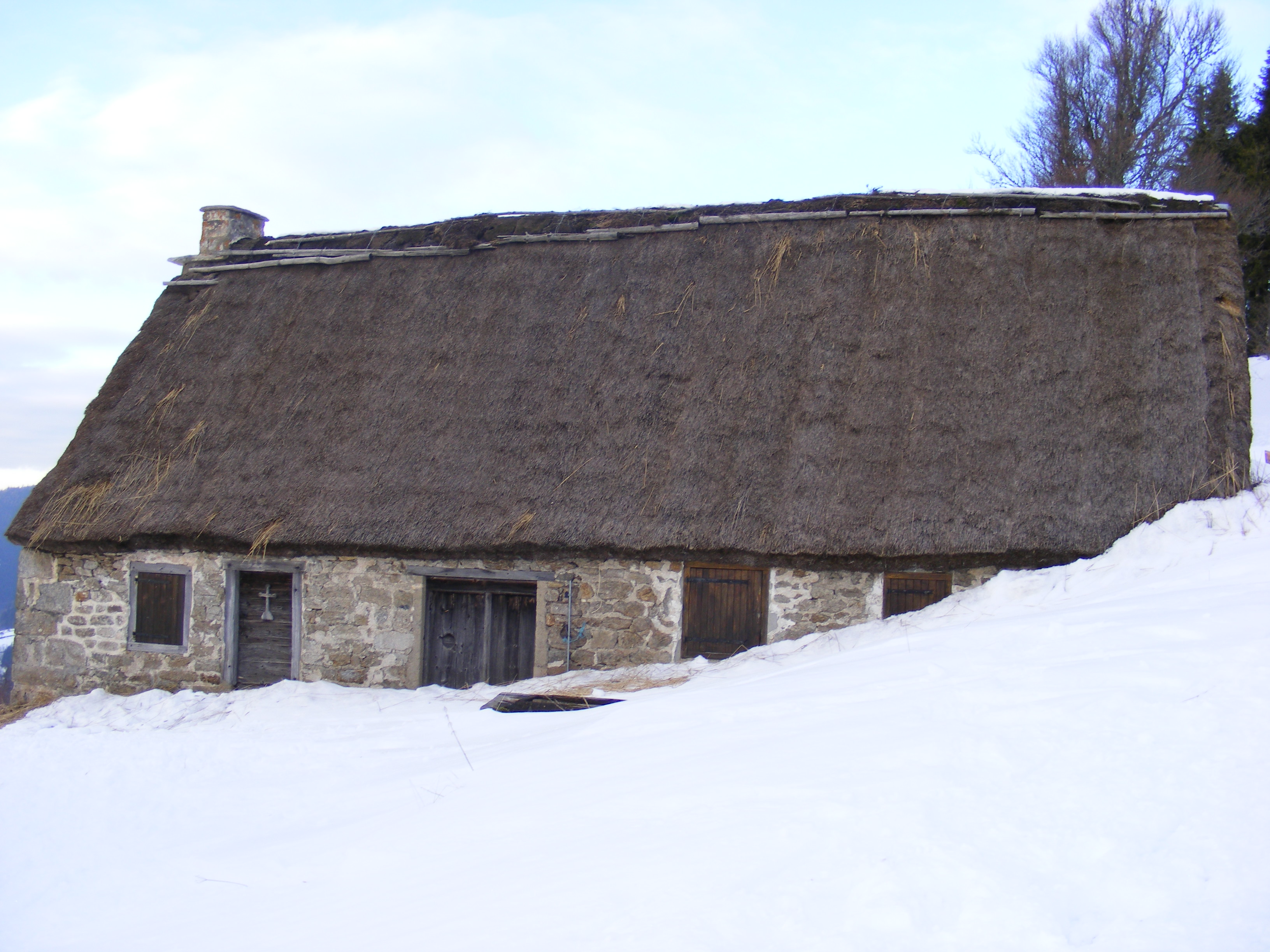
Jasserie du col des Supeyres.
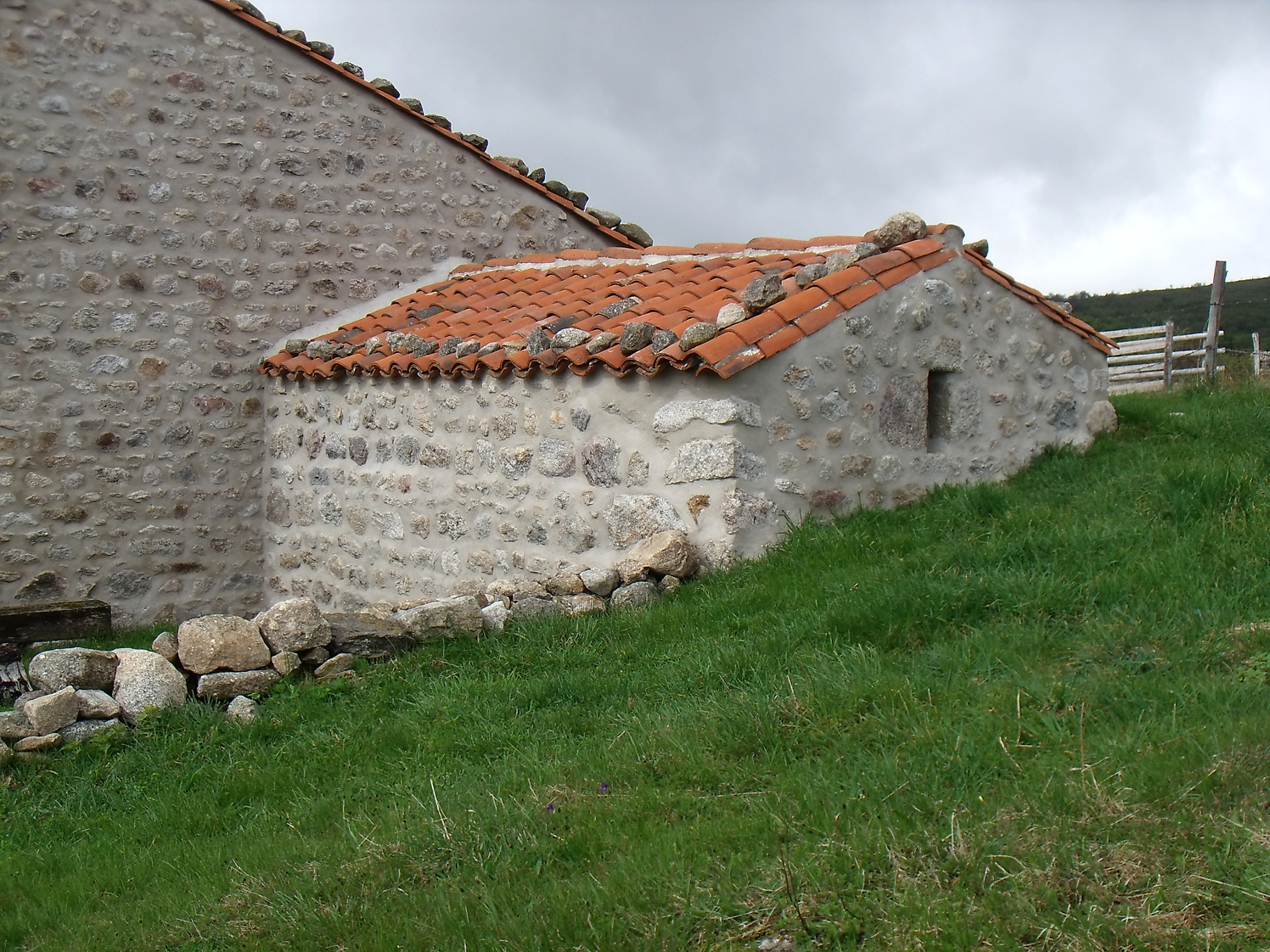
Jasserie : détail du toit.
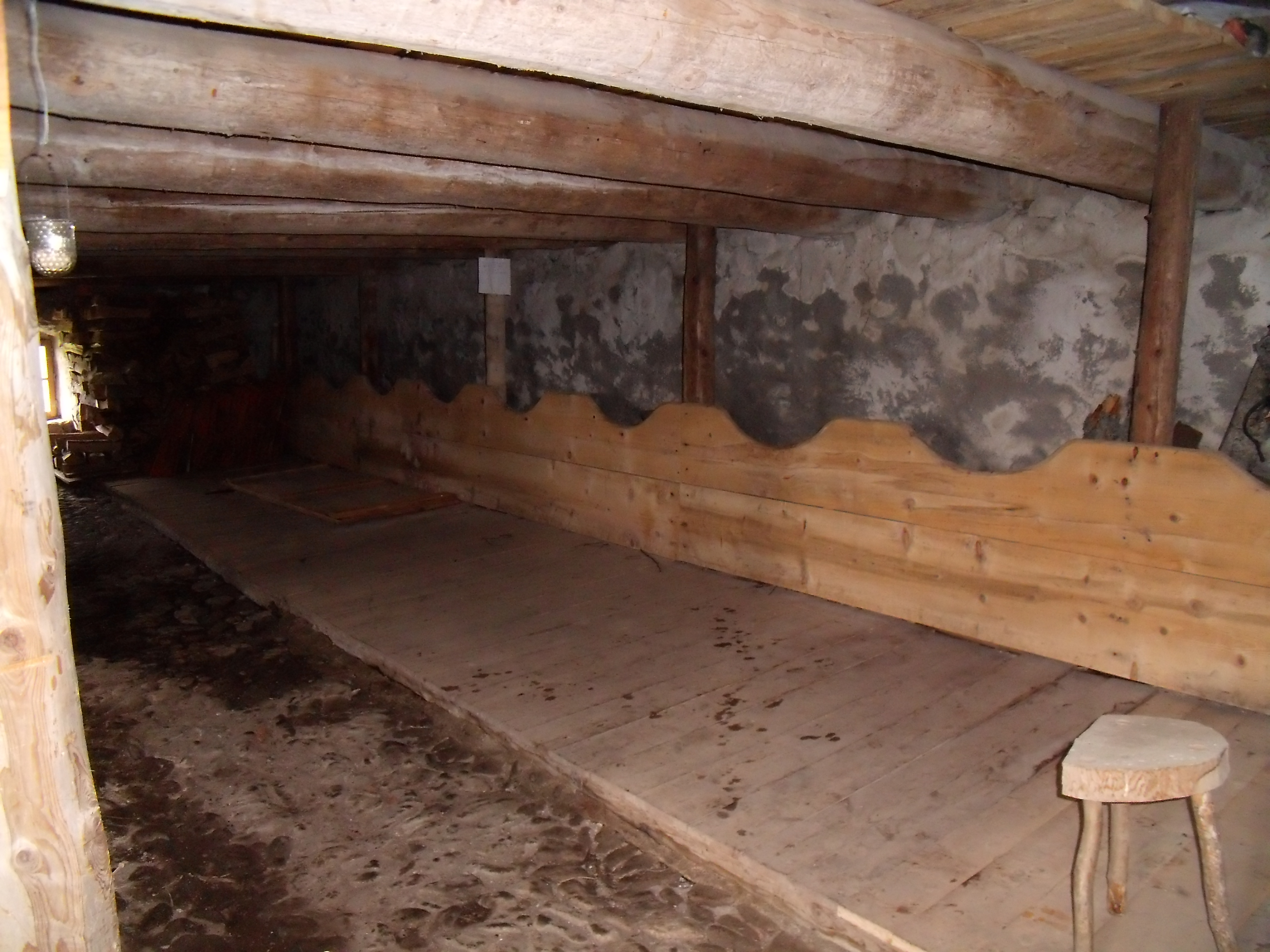
Jasserie : étable.
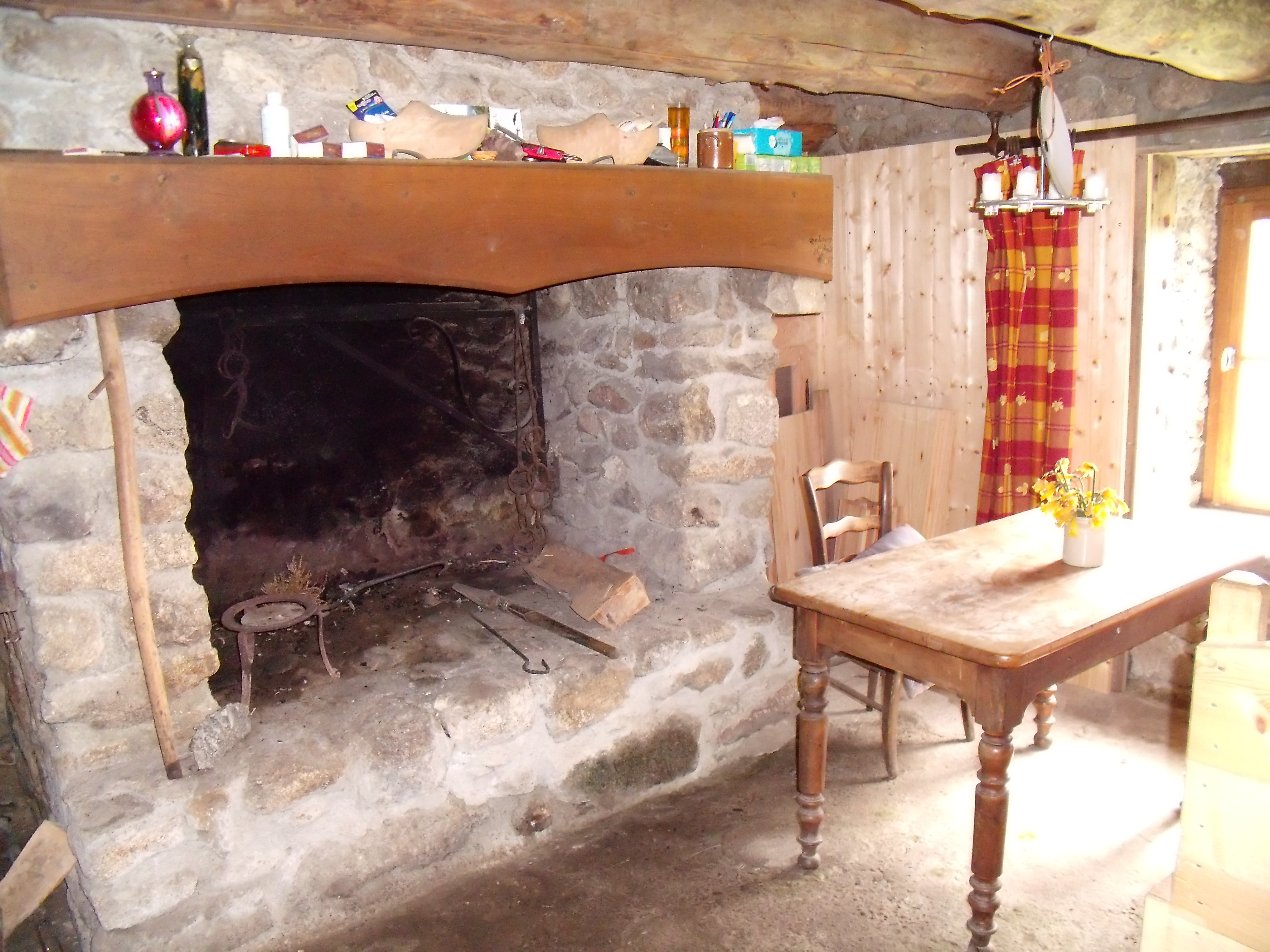
Jasserie : salle commune, cheminée.
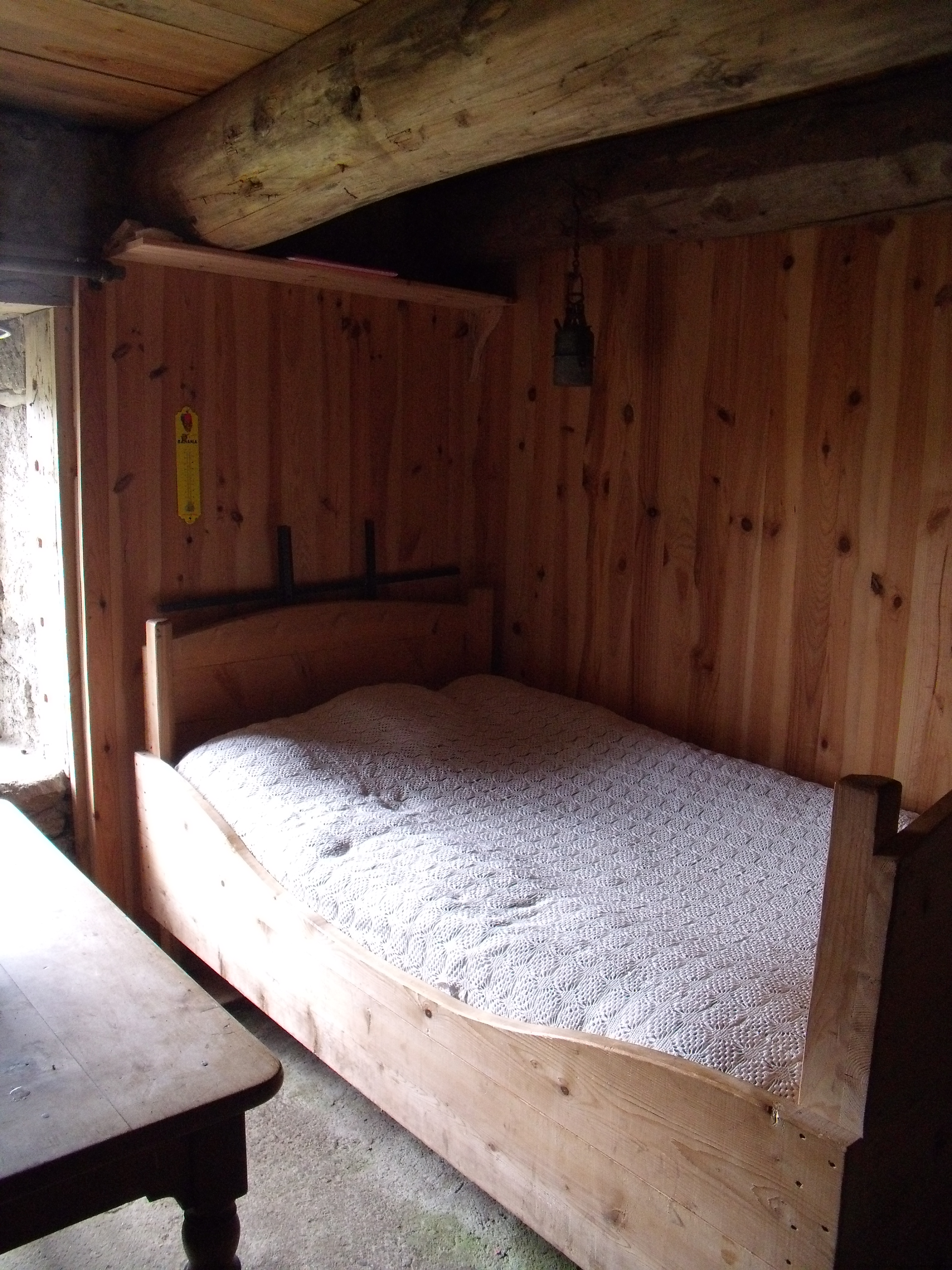
Jasserie : salle commune, lit.
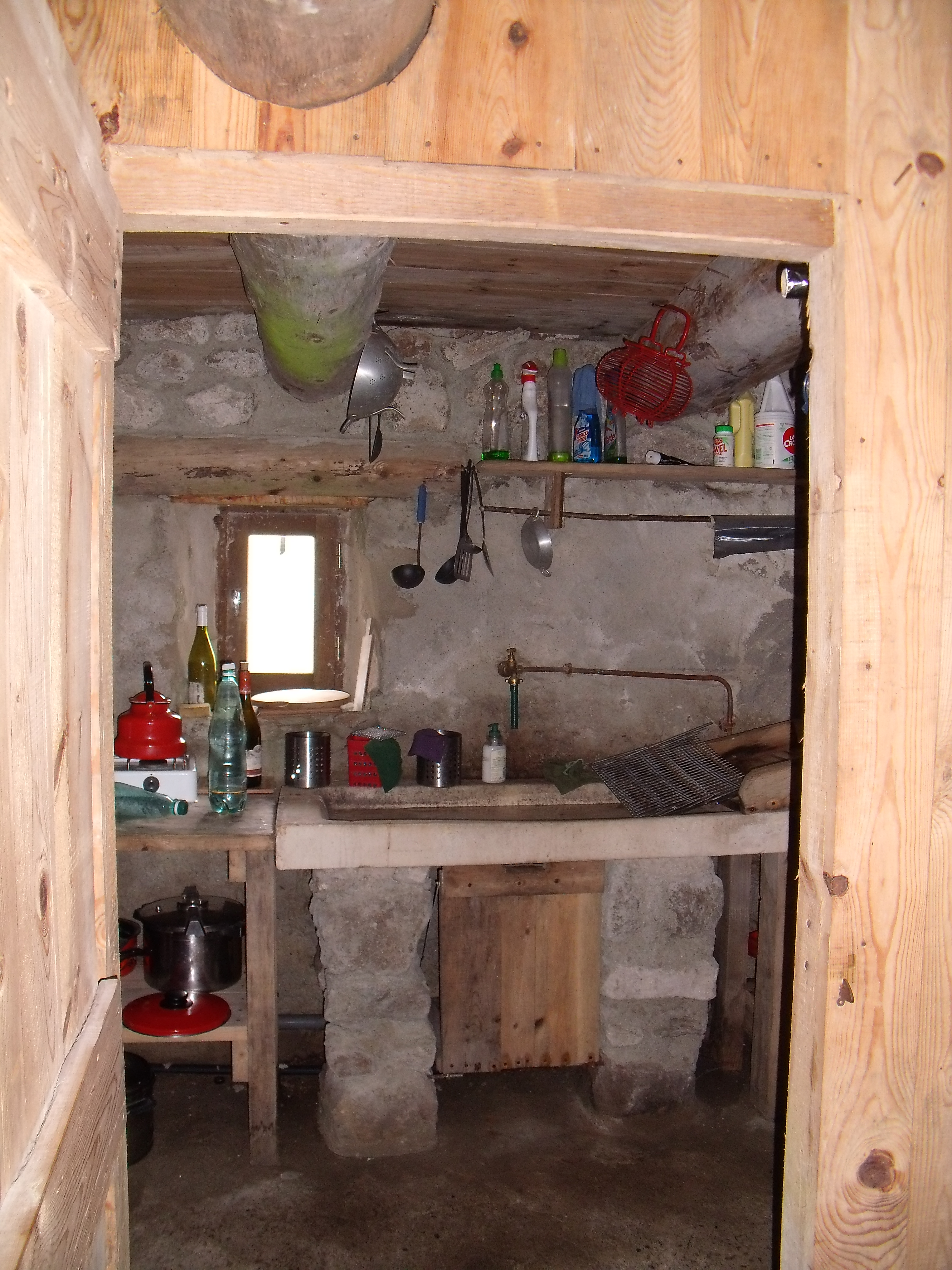
Jasserie : cuisine.
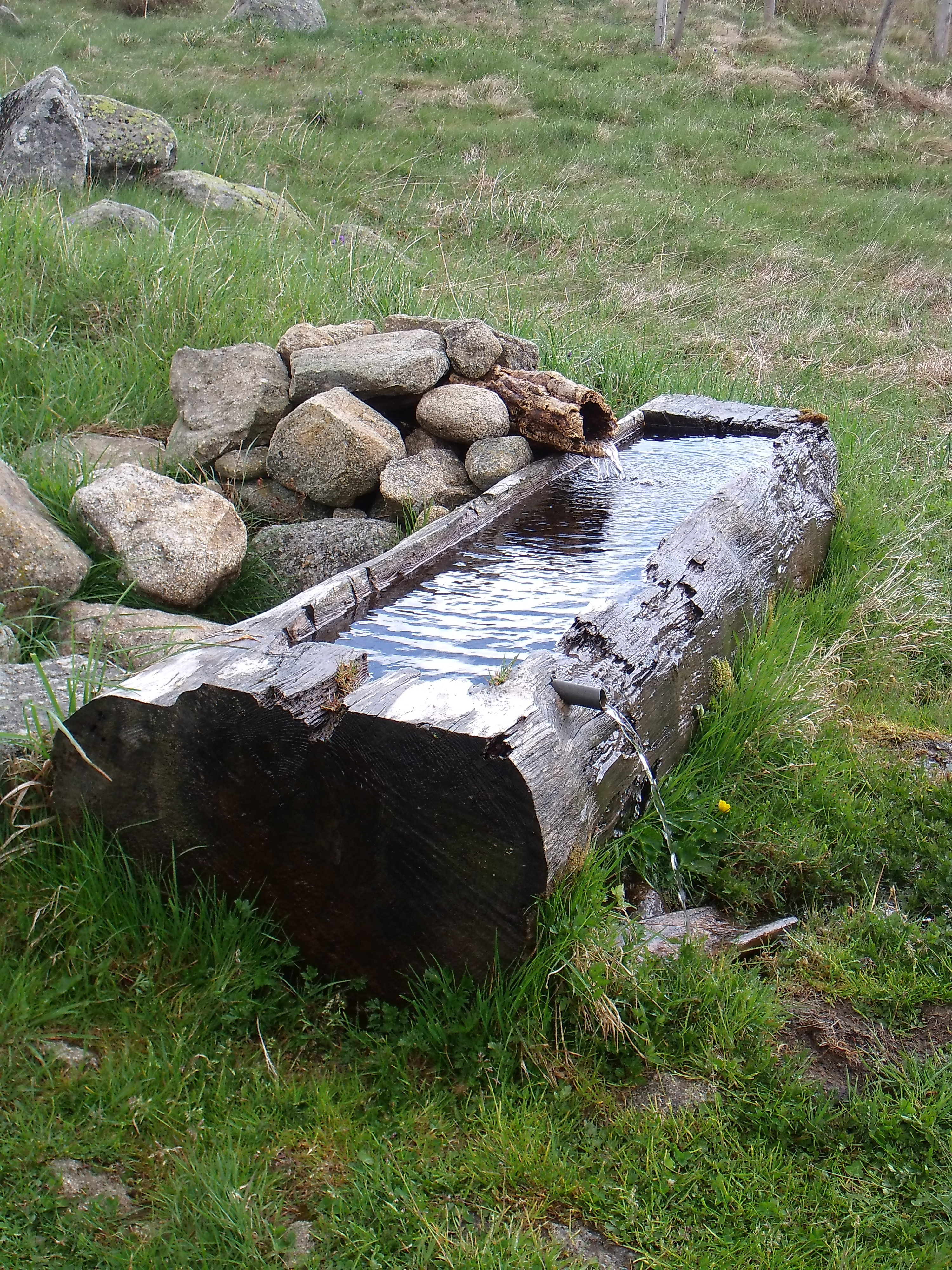
Jasserie : abreuvoir extérieur.
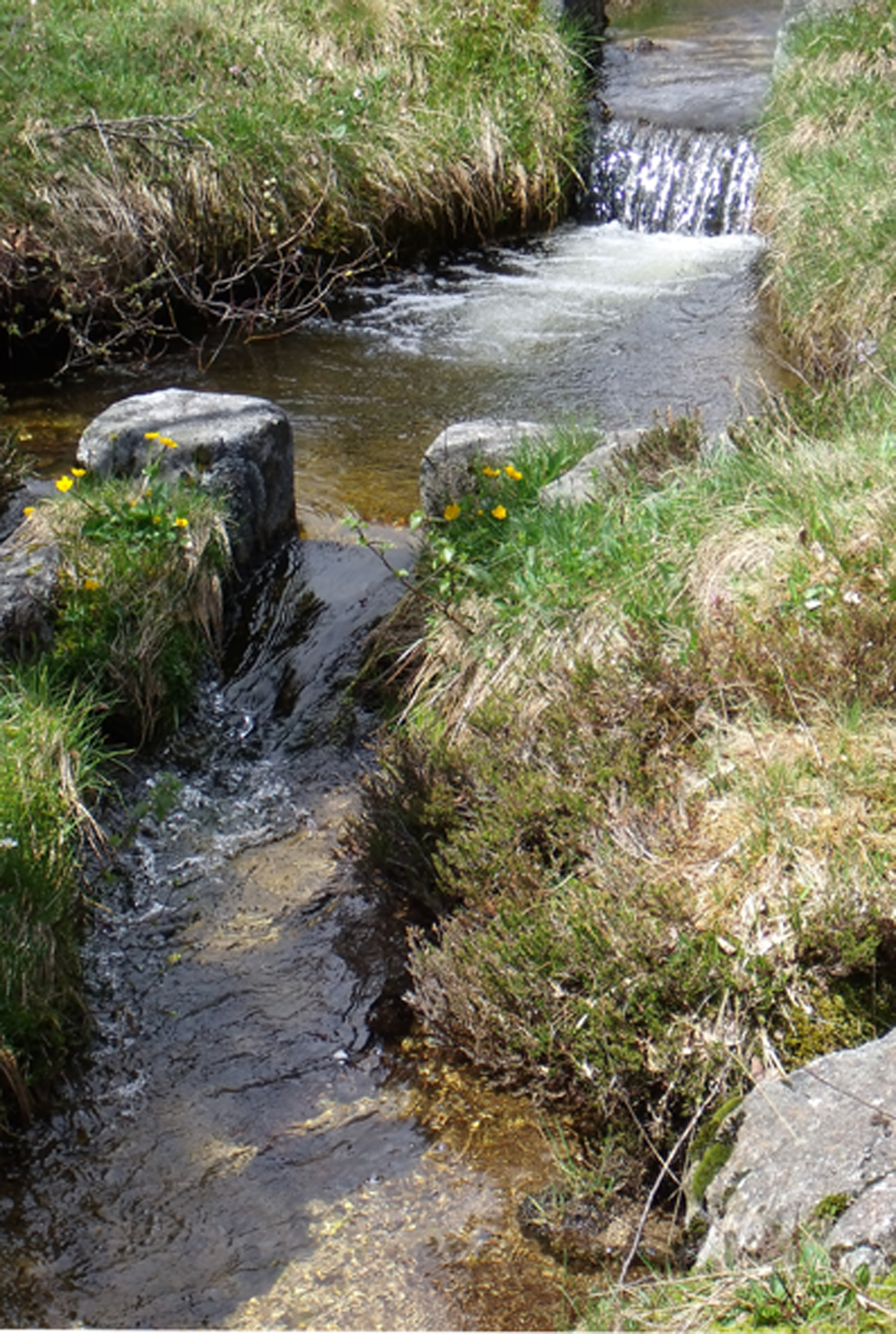
Ru a proximité de la jasserie.

## Environnement

### Climat
| Hautes Chaumes du Forez au printemps. · Hautes Chaumes du Forez en été. |

Les conditions climatiques sont assez rudes avec la présence de fortes précipitations (plus de 1 500 mm d'eau sur les sommets) ainsi que des températures très basses (200 jours de gel par an et la présence de neige six à huit mois par an).

### Flore

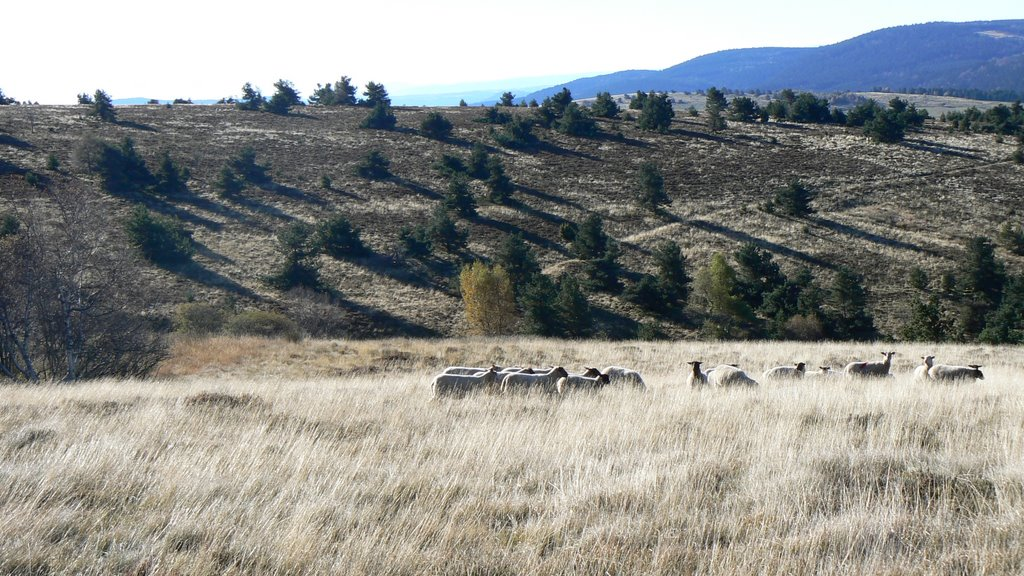
Lande pâturée par des brebis.

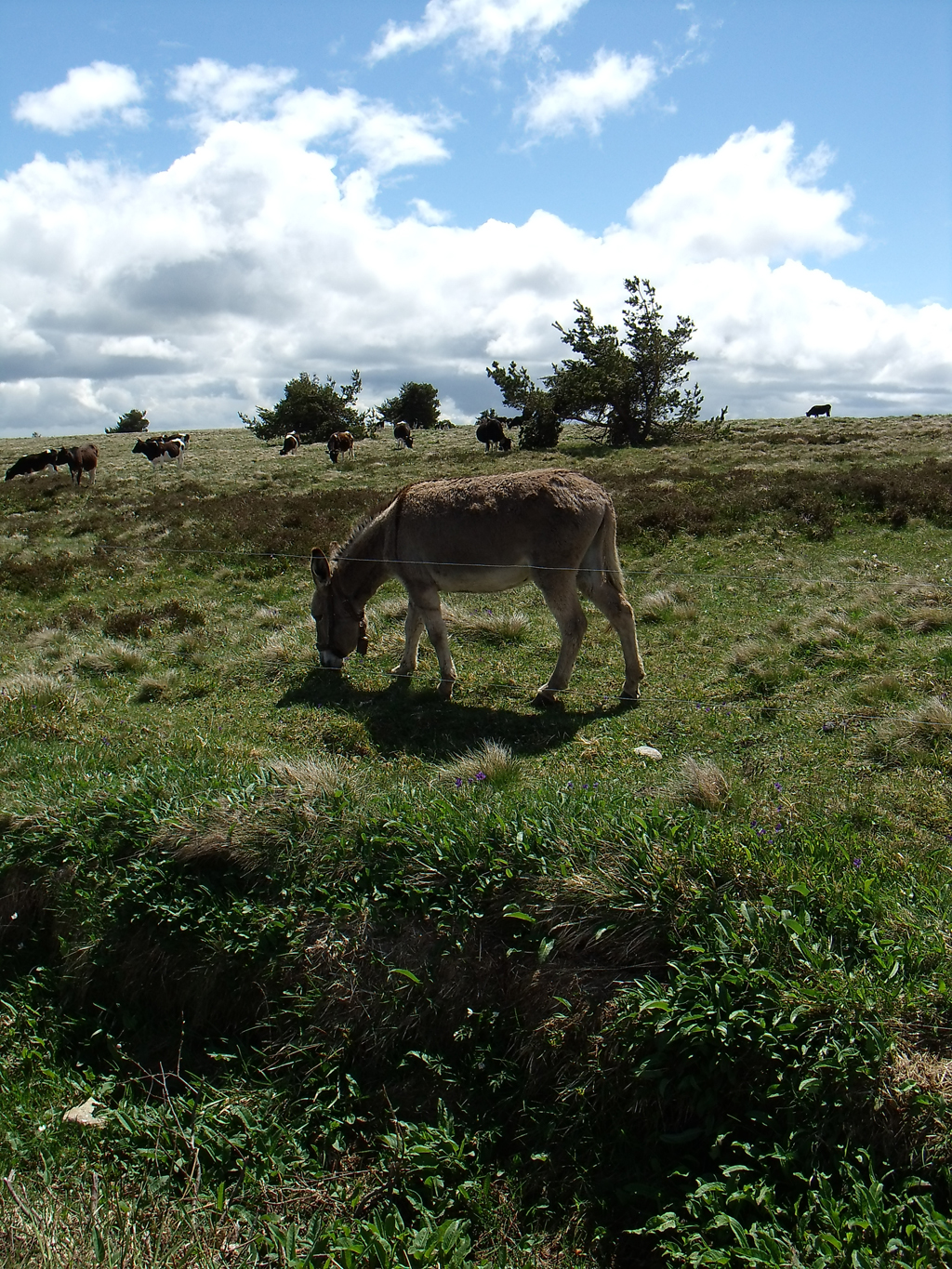
Lande pâturée par un âne.

Du fait de ces conditions rudes, la flore est de type subalpin,. On peut distinguer différents milieux :
- Les landes et pelouses d'altitude : ce sont des espaces herbacés qui sont pâturés et permettent le mélange de graminées, canche flexueuse, des fétuques et des arbrisseaux (callune, myrtille, genêt poilu, lycopodes)…
- Les tourbières : ce sont des zones humides où la diversité floristique est remarquable avec des Andromède à feuilles de polium, des sphaignes, des Canneberges, Potentille des marais. Quelques plantes carnivores comme la Grassette à grandes fleurs, des laîches.
- Les boisements sont composés de différentes essences, des pins, des bouleaux, des sorbiers, des hêtres, des sapins et des plus en plus de plantations récentes d'épicéas.

### Protection environnementale
Les hautes Chaumes sont classées comme zone naturelle d'intérêt écologique, faunistique et floristique et comme site Natura 2000.